# Chiesetta di Sant'Anna
La chiesetta di Sant'Anna è la chiesa di Villapia, frazione del comune di Parabiago; è situata in piazza Risorgimento, nel centro della frazione.
Tiracoda, antico nome della frazione, ebbe la sua prima chiesa nel 1739, all'epoca del parroco di Villastanza don Francesco Bialino (1707 - 1748), la frazione infatti è sotto la parrocchia di Villastanza; tempio di proprietà privata (famiglia Bossi), venne costruita ad opera e spese dei pochi abitanti del "villaggio" e benedetta sotto il nome di chiesa di Sant'Anna il 21 luglio dell'anno medesimo, dal prevosto di Legnano don Carlo Rognoni.
Passò due volte di proprietà, acquistata nel 1827 da Paolo Battaglia e nel 1913 da Gaetano Bianchi, nel 1842 venne dotata di un nuovo altare. Ma verso la fine degli anni '20 del XX secolo, l'aumento della popolazione a quasi 400 abitanti, che ovviamente cominciarono a divenire troppi per la capienza della chiesina, spinse il parroco "villastanzino" don Edoardo Ripamonti, a guidare la volontà dei "tiracodini" nell'edificare un nuovo luogo di culto.
In data 29 marzo 1937 il prevosto parabiaghese don Elia Balzarini, benedisse la posa della prima pietra per l'edificazione della nuova chiesetta, progettata dall'ingegnere rhodense Siro Magnaghi ed ancora costruita a spese e forze degli abitanti, come accadde per quella vecchia due secoli prima. Durante la cerimonia di consacrazione, avvenuta il 26 maggio 1938, il cardinale Idelfonso Schuster propose il cambio di nome della frazione; quindi in data 2 dicembre 1940 il decreto reale numero 1858 autorizzava il Comune di Parabiago a mutare la denominazione da Tiracoda a Villapia, per due principali motivi: in onore a papa Pio XI ed in riconoscimento della "pia" opera dei fedeli che hanno collaborato alla sua edificazione.
Un'altra proposta del Cardinale fu attuata subito dopo. In via Casorezzo, poco distante dall'attuale piazza Risorgimento, sul muro esterno di una casa privata era allora presente un affresco di età ed autore ignoti, rappresentante «San Carlo Borromeo in venerazione della Beata Vergine Addolorata di Rho», Sua Eminenza volle che l'opera venisse spostata all'interno della nuova chiesina. Dunque Adele Levato ne iniziò lo strappo l'11 settembre 1942, posandolo sulla parete a sinistra dell'altare, con sottostante un'iscrizione dettata dal Cardinale. Altri affreschi presenti sono invece opera del pittore arlunese Paolo Bellegotti.